# Rata espinosa de Wallace
La rata espinosa de Wallace (Halmaheramys wallacei) és una espècie de mamífer rosegador de la família dels múrids. És endèmica de les illes Obi (Indonèsia). Probablement se separà de l'altra espècie de Halmaheramys (H. bokimekot) durant el Pliocè inferior. Fou anomenada en honor del naturalista britànic Alfred Russel Wallace. Com que fou descoberta fa poc, encara no se n'ha avaluat l'estat de conservació.